# Raffaele Rossetti

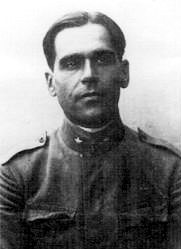
Raffaele Rossetti

Raffaele Rossetti (Genua, 12 juli 1881 – Milaan, 24 december 1951), was een militair bij de Italiaanse Marine (Regia Marina, later Marina Militare) tijdens de Eerste Wereldoorlog.

## Zijn carrière
Raffaele Rossetti werd geboren in Genua, Italië. Al vroeg was hij intelligent en een goed leerling in de scholen die hij doorliep.
Na het behalen van zijn studies als industrieel ingenieur in de Regia Scuola di Applicazione per gli Ingegneri (Koninklijke School voor Ingenieursopleiding) in Turijn, ging hij op 1 september 1904, als 23-jarige student naar de Accademia Navale di Livorno (Marine-academie van Livorno). Hij bereikte in november 1904 een aanstelling bij de Italiaanse Marine tot Sottotenente di vascello - ingegneri (onderluitenant-ter-zee - ingenieur) waar hij permanent in dienst bleef.
In december 1906 behaalde hij een diploma als Marine-Ingenieur en Werktuigbouwkundige aan de Politecnico di Milano en in dezelfde maand, zat hij op de directie van de Construzioni Navali dell’ Arsenale van Tarente (Marinebouw-Arsenaal van Tarente), waar hij op 1 augustus 1908 door zijn studies en opgedane ervaring, benoemd werd tot Tenente di vascello (luitenant-ter-zee) bij de Marine van Genua.
Van mei 1909 tot november 1910 begon zijn officierscarrière aan boord van het pantserslagschip Regina Elena, vervolgens op de pantserkruiser Pisa tot maart 1912, en van maart tot juli op het oorlogsschip Vulcano.
Daarna nam hij deel aan het Italiaans-Turks conflict, aan boord van de pantserkruiser Pisa. Van 1915 tot mei 1917 was hij werkzaam bij het Technisch Bureau bij de Marine van Genua en werd de oprichter van het Naval Construction dell’ Arsenale in La Spezia, waar hij op 16 juni 1917 bevorderd werd tot Capitano di corvetta (korvetkapitein) bij de Marine-Ingenieurs.
Met zijn eerste uitvinding ging al zijn aandacht met het specialiseren en voltooien van een speciale bemande torpedo, uitgerust met een kleefmijn met regelbare tijdspringlading, om deze aan de onderkant van het schip te plaatsen. De menselijke torpedo-onderzeeboot bracht hen dan naar het schip en daarna zwom de kikvorsman met zijn kleefmijn naar het vijandelijk schip. Het apparaat, ook wel "'mignatta" (bloedzuiger) genoemd, werd door hem ontworpen in de oorlog en bijgestaan door luitenant en arts Raffaele Paolucci. Op 1 november 1918 werd in de Oostenrijks-Hongaarse marinbasis Pula in Kroatië, het pantserslagschip SMS Viribus Unitis tot zinken gebracht door hun toedoen. De Italianen deden meerdere tevergeefs pogingen om de haven van Pula aan te vallen.

## Zomer 1918
In de zomer van 1918 bevond de oorlog in Europa in een beslissende fase en Oostenrijk-Hongarije dreigde uit elkaar te vallen. De Italianen hadden de Oostenrijkers enkele zware verliezen toegebracht maar toch waren de Oostenrijkers nog lang niet verslagen. Hun steeds machtige vloot lag voor anker in de haven van Pula aan de Adriatische Zee en vormde een bedreiging voor de Italiaanse vloot. De Italianen deden meerdere vergeefse pogingen om de haven aan te vallen, maar de haven was zwaar verdedigd en de ingang werd afgesloten door een reeks van netten en barricaden. De Oostenrijkse vloot bleef onbeschadigd en leek wel onkwetsbaar. Ze baarden de Italiaanse admiraliteit ernstige kopzorgen.

## Uitstekende zwemmer
Nochtans was een van hun officieren, luitenant Raffaele Paolucci, een scheepsarts, al een tijd bezig met een plan om de haven te infiltreren en een van de grote slagschepen uit te schakelen. Paolucci was een uitstekend zwemmer en hij was al maanden aan het oefenen in de Golf van Venetië om zijn conditie aan te scherpen. Hij bestudeerde de kaarten van de haveningang van Pula en kwam tot het besluit dat het mogelijk was om de haven binnen te dringen op voorwaarde dat een torpedoboot hem op 3 mijl voor de kust zou droppen. Ervan overtuigd dat zijn plan kans op slagen had, begon Paolucci nog fanatieker te trainen. Dag en nacht zwom hij urenlang in de lagune tot hij zonder te rusten een afstand van 5 mijl kon afleggen. Om het gewicht van een kleefmijn na te bootsen trok hij tijdens deze training een vat van 45 kg met zich mee.
In de maand mei had Paolucci eindelijk genoeg vertrouwen om zijn plan voor te leggen aan zijn oversten. Twee maanden later werd hij voorgesteld aan majoor Raffaele Rossetti. Rossetti had een totaal nieuw wapen ontworpen dat perfect geschikt was voor de missie die ze wilden uitvoeren. Rossetti had een niet-ontplofte Duitse torpedo, die was aangespoeld op de Italiaanse kust, omgebouwd tot een soort onderwatertoestel waarop twee mannen als ruiters konden plaatsnemen. Achteraan zaten twee stille schroeven die werden aangedreven door een motor die op perslucht werkte. Het ganse ding woog ongeveer 1,5 ton en was meer dan 6 meter lang. Vooraan zaten twee waterdichte containers die elk een kleefmijn met 400 pond TNT bevatten. Rossetti had bovendien een systeem bedacht waarmee hij het apparaat kon laten drijven of zinken, naargelang de noodzaak.
Opnieuw begon er een lange periode van training, ditmaal met de menselijke torpedo. De twee mannen moesten het toestel sturen met hun lichaam, het over netten en obstakels sleuren en dat allemaal geluidloos. Stilaan werden zij het gewoon om meer dan 7 uur in het water te verblijven terwijl ze alle dokken van Venetië doorkruisten ongezien door de schildwachten op de kaaimuren.

## Italiaanse bemande torpedo
In de nacht van 1 november 1918 bracht een kleine Italiaanse torpedoboot (MAS-boot) (Motoscafo Armato Silurante) de twee mannen tot op enkele mijlen voor de ingang van de haven van Pula. De twee officieren trokken hun duikbril, rubber duikpak, zwemvliezen en een toen nog primitief zuurstofcontainertje aan, gleden in het water en zetten zich schrijlings op hun torpedo als op een paard. Wanneer zij de haveningang naderden lieten zij het toestel zakken tot enkel hun hoofden nog boven water staken. Om 22.30 uur bereikten ze de buitenste barricade en zetten ze de motor af. Voortaan moesten zij de torpedo al zwemmend verder trekken terwijl de zoeklichten over het water schenen. Na heel wat moeite slaagden ze erin om over de verschillende netten te geraken. Plots wees Rossetti een donker voorwerp aan dat recht op hen af kwam. Het was een Oostenrijkse onderzeeboot die onverlicht de haven verliet en hen op het nippertje miste. Maar gelukkig voor de Italianen werden ze niet ontdekt.
Opnieuw starten de mannen de motor en zetten koers naar de bewaakte havenmuur in de binnenhaven van Pula. De stroming was van richting veranderd en ze hadden het uiterst moeilijk om de zware torpedo verder te trekken. Hierbij maakten ze nogal wat lawaai, maar het was stevig beginnen te regenen en het lawaai van de regendruppels dempte alle geluiden en hield de schildwachten binnen. Meerdere keren moesten zij over een reeks netten en hindernissen zwemmen die werden aangebracht om de toegang van vijandelijke onderzeeboten te beletten. De tocht ging tergend langzaam. Het was al 03.00 uur en de ochtendschemering hing al in de lucht wanneer zij eindelijk de voor anker liggende slagschepen voor zich zagen opdoemen.

## Viribus Unitis

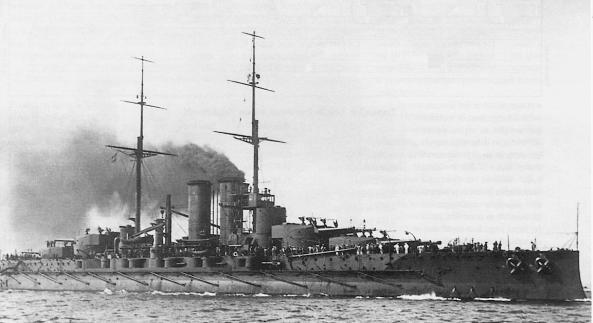
Viribus Unitis (1912)

Zij kozen het grootste schip, de SMS Viribus Unitis, uit als hun doelwit. Op enkele meters van het slagschip begon hun omgebouwde torpedo op onverklaarbare wijze plotseling te zinken. Paolucci zwom de ziel uit zijn lijf om het toestel boven te houden terwijl Rossetti uitzocht wat er loos was. Het bleek een inlaatklep te zijn die onverwacht was opengegaan waardoor er lucht ontsnapte uit de cilinder. De klep werd gesloten en uitgeput rusten de mannen enkele ogenblikken tegen de romp van het slagschip. Zij beseften dat ze enorm veel geluk hadden gehad. Het was intussen 04.45 u. in de ochtend wanneer Rossetti een van de containers losmaakt en de kleefmijn tegen de romp van de Viribus Unitis aanbracht. Voorzichtig regelde hij de timer van de ontsteking op 06.30 u. Wanneer ze zich afduwden tegen de romp in de richting van de kust werden ze opgemerkt door de schildwachten op het pantserschip. De mannen probeerden nog te ontsnappen maar al snel werd er een sloep achter hen aangestuurd. Op het laatste moment zette Paolucci de tweede mijn op scherp en liet deze afdrijven terwijl Rossetti de torpedo-onderzeeër tot zinken bracht.

## Diepe doffe dreun
Ze werden gevangengenomen en aan boord van de Viribus Unitis gebracht waar ze tot hun verbazing vernamen, dat er een muiterij was geweest waarbij alle officieren van Duitse en Oostenrijkse afkomst werden verdreven. Keizer Karel I van Oostenrijk had op 31 oktober de ganse vloot overgedragen aan de Nationale Raad van Slovenen, Kroaten en Serviërs (SCS). Het was toen 06.44 u. wanneer er plots een diep gerommel door het schip klonk.
Paolucci en Rossetti waren verbaasd dat zij geen knal hoorden maar wel een diepe doffe dreun. Dan steeg er vlakbij een enorme waterzuil in de lucht die de dekken overspoelde. De twee Italiaanse duikers vroegen opnieuw toestemming aan kapitein Vukovic om zich te mogen redden. Deze reikte hen de hand en wees hen op een touw langs waar ze in het water konden laten glijden. Dan gaf kapitein Vukovic teken aan een van de sloepen om hen op te pikken. Het slagschip zagen ze wegzinken en wanneer het water het dek bereikte kapseisde het slagschip en liet de geschuttorens uit hun dekbeunen glijden. Ze zagen kapitein Vukovic om de kiel klauteren in een poging zich te redden uit het kolkende water. Hij werd echter dodelijk getroffen door een groot wegspringend stuk hout en stortte neer in de kolkende watermassa. Paolucci en Rossetti werden als krijgsgevangenen overgebracht naar een Oostenrijks hospitaalschip.

## Wapenstilstand
Drie dagen later op 4 november 1918 tekenden Oostenrijk en Italië de wapenstilstand. De Italiaanse vloot nam bezit van Pula en Rossetti en Paolucci werden bevrijd. Zij vernamen dat de tweede container met springstof die ze hadden laten wegdrijven bij toeval de pantserkruiser Wien had geraakt en tot zinken had gebracht.
Deze actie leverde hen de Medaglia d'Oro al Valor Militare (Gouden Medaille voor Militaire Moed) op. Uiteraard werden beide officieren gehuldigd met decoraties en kregen beiden een som van 650.000 lire van de Italiaanse Regering als beloning voor bewezen diensten. Rossetti keerde terug naar Pula. Hij was diep onder de indruk van het rustige en moedig gedrag van kapitein Vukovic en ging op zoek naar diens graf. Het lichaam van kapitein Vukovic werd echter nooit teruggevonden en Rossetti overhandigde de 650.000 lire aan de weduwe van de heldhaftige commandant van de Viribus Unitis om er een fonds mee op te richten voor de weduwen en kinderen van de gesneuvelde zeelui. Hij deed dit uit respect voor "een tegenstander die mij al stervend een onvergetelijk voorbeeld gaf van menselijkheid."
Rossetti werd gepromoveerd tot een hogere rang voor zijn verdiensten tijdens de oorlog. Op 16 november 1919 werd hij in verlof geplaatst en bevorderd tot Capitano di Vascello (kolonel) - (kapitein-ter-zee) in de Reservevloot.  
Raffaele Rossetti stierf op 24 december 1951 te Milaan. Rossetti was 70 jaar toen hij overleed. Hij ligt begraven op de begraafplaats van Sant' Ambrosius in Zoagli.